# Tetrao urogallus aquitanicus
 Tetrao urogallus aquitanicus  és una subespècie de gall fer (Tetrao urogallus) que es troba als Pirineus.
Les subespècies ibèriques del gall fer (T. urogallus aquitanicus i T. urogallus cantabricus) són dues relíquies vivents de la fauna arribada a la península durant les glaciacions del període quaternari. El gall fer (una espècie nòrdica pròpia de la taigà boreal) va arribar al sud d'Europa i, en recular els gels altra vegada, va quedar aïllat a les muntanyes meridionals.
Aquestes poblacions, aïllades entre si, han evolucionat de manera diferent, de manera que la seva genètica difereix sensiblement de les poblacions del centre d'Europa.
En un context de canvi climàtic i de canvi sobtat en els usos socials dels boscos, aquestes subespècies marginals i més meridionals es troben en una situació molt més fràgil que la resta de la població mundial.
A Catalunya, la subespècie T.u aquitanicus va ser declarada “en perill d’extinció” El 20 de setembre de 2022.
A la galeria següent hi una una selecció d'imatges de la subespècie pirinenca.

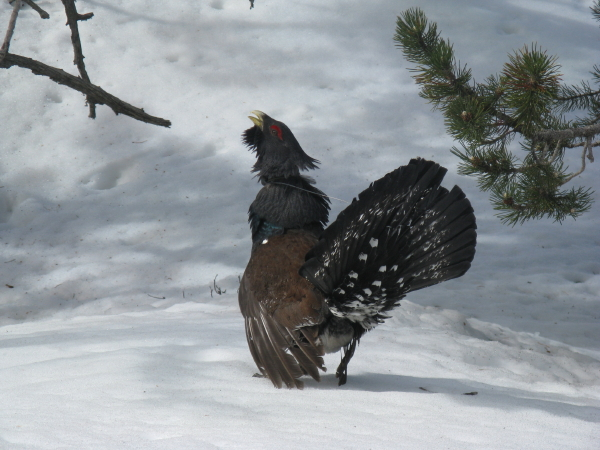
amb un emissor de ràdio al PN d'Aigüestortes
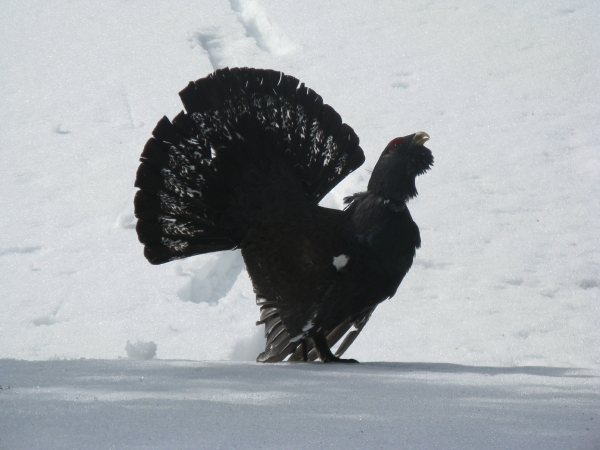
el mateix gall
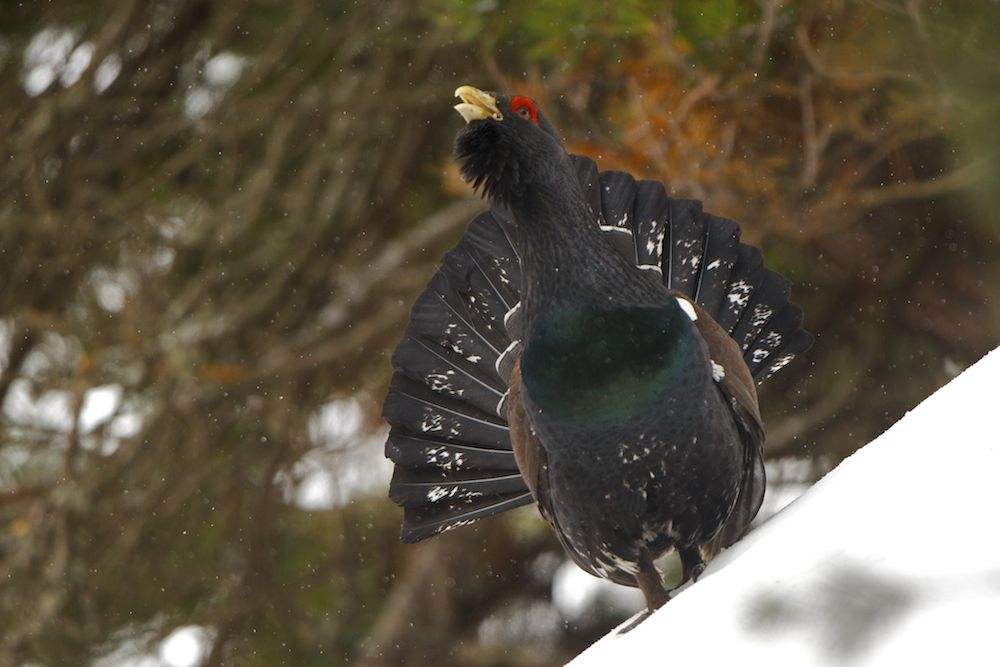
a la Vall d'Aran
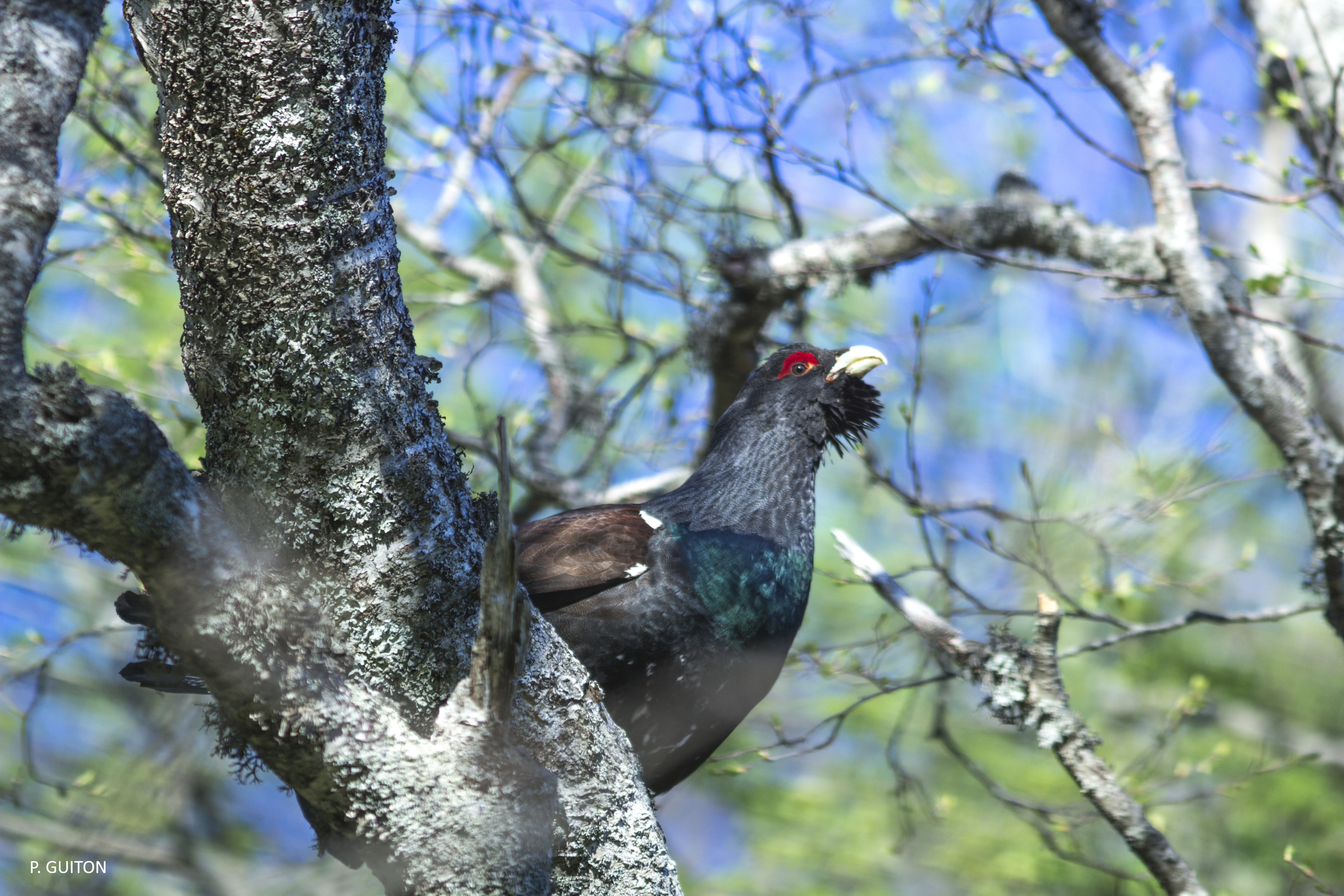
a la RNC d'Orlú (Arieja)